# Saphir Taïder
Saphir Sliti Taïder (Castres, 29 febbraio 1992) è un calciatore francese naturalizzato algerino, centrocampista del Gulf United.

## Biografia
Fratello minore del Nazionale tunisino Nabil Taïder, Saphir Taïder è nato in Francia da padre tunisino e da madre algerina.

## Caratteristiche tecniche
Jolly di centrocampo che il suo scopritore, Salvatore Bagni, ha paragonato a Claudio Marchisio. È dotato di personalità e agonismo.

## Carriera

### Club

#### Gli esordi al Grenoble
Cresciuto nel Castres FC e nell'US Albi, ha debuttato da professionista in Ligue 1 tra le file del Grenoble il 15 maggio 2010 nella partita contro il Marsiglia.
La stagione seguente, in Ligue 2, ha collezionato 25 presenze ed una rete in campionato.

#### Bologna
Il 4 luglio 2011, svincolatosi dalla società francese fallita dopo un anno di Ligue 2, firma un contratto quadriennale con la società italiana del Bologna, squadra militante nella Serie A. Il debutto in maglia rossoblù avviene a novembre, nella partita di Coppa Italia contro il Crotone. Fa il suo esordio in Serie A l'11 dicembre 2011, nella partita pareggiata 2-2 contro il Milan, subentrando a Gastón Ramírez nel corso del secondo tempo. Nella 18ª giornata gioca da titolare nella partita poi finita 1-1 contro il Napoli.
Il 17 gennaio 2012 il Bologna cede metà del cartellino alla Juventus, col giocatore che chiude la stagione in Emilia in prestito dalla stessa Juventus. Chiude la stagione con 14 presenze in Serie A. Il 13 giugno 2012 la compartecipazione viene risolta in favore del Bologna. Il 18 agosto 2012 nella partita Bologna-Varese valida per il terzo turno di Coppa Italia segna una doppietta decisiva per la vittoria rossoblu (2-1) e il conseguente accesso al turno successivo. Il 31 ottobre 2012 segna il suo primo gol in Serie A, nella 10ª giornata di campionato persa per 2-1 in casa della Juventus: il suo è stato il gol del momentaneo 1-1. Chiude la stagione con 34 presenze e 3 reti in campionato, segnando anche contro Cagliari e Parma.

#### Inter
Il 20 agosto 2013 viene ceduto, in compartecipazione, all'Inter per 5,5 milioni di euro più il prestito di Diego Laxalt. Segna la prima rete il 22 settembre nel 7-0 esterno contro il Sassuolo. Il 4 dicembre va a segno, su rigore, anche in Coppa Italia con il Trapani. Complessivamente mette insieme 26 presenze e 2 gol tra campionato e Coppa Italia. Il 20 giugno 2014 la comproprietà viene rinnovata.

#### Prestiti a Southampton e Sassuolo
Il 6 agosto 2014 passa in prestito al Southampton nell'ambito dell'operazione che ha portato, con la stessa formula, Pablo Osvaldo all'Inter. Il 1º settembre seguente, dopo soli 26 giorni passati nel club inglese, il giocatore fa ritorno all'Inter senza essere mai sceso in campo con la maglia dei Saints.
Il 2 settembre 2014 si trasferisce al Sassuolo con la formula del prestito con diritto di riscatto. Il 14 settembre esordisce con la nuova maglia, nella sconfitta a San Siro per 0-7 contro l'Inter, squadra proprietaria del suo cartellino. Il 25 ottobre segna il suo primo gol con il Sassuolo, nella partita vinta per 3-1 contro il Parma. Con questa rete entra nella storia della società emiliana, essendo il primo straniero del Sassuolo a mettere a segno una rete in massima serie. Si ripete il 29 novembre contro il Verona (2-1), segnando al 78º minuto il gol che permette alla sua squadra di vincere la partita. Dopo 27 presenze e 3 reti, a fine stagione non viene riscattato dal Sassuolo e fa quindi ritorno all'Inter.

#### Ritorno a Bologna

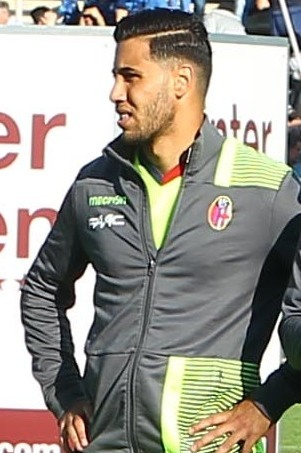
Taider al Bologna durante la stagione 2016-17

Il 31 agosto 2015 viene ufficializzato il suo ritorno al Bologna in prestito biennale con obbligo di riscatto fissato a 4 milioni di euro a giugno 2017. A fine stagione verrà riscattato dal Bologna. Durante la stagione 2016-2017, si conferma come uno dei pilastri del centrocampo rossoblu, riuscendo anche a segnare quattro reti (tre in Serie A e una in Coppa Italia).

#### Montreal Impact e Al Ain FC
Il 22 gennaio 2018, viene ceduto in prestito biennale con opzione di riscatto al Montreal Impact, club canadese militante nella MLS, anch'esso di proprietà di Joey Saputo. Il 7 marzo 2018, esordisce con la maglia nerazzurra nel match perso per 2-1 contro i connazionali del Vancouver Whitecaps e il 28 aprile successivo sigla il suo primo gol nella sconfitta rimediata contro l'Atlanta United per 4-1. Il 21 novembre 2019, terminato il prestito, viene esercitato il diritto di riscatto.
Il 14 ottobre 2020 viene acquistato dai sauditi dell'Al-Ain Saudi.
Ad agosto 2021 rescinde il contratto che lo legava al club per il mancato pagamento degli stipendi.

#### Gulf United
Il 28 agosto del 2024, dopo quasi due anni di inattività, firma un contratto con la squadra della Prima Divisione emiratina del Gulf United.

### Nazionale
Nel 2010 riceve la sua prima convocazione nell'Under-18 francese e dopo appena 2 presenze, nello stesso anno, arriva la chiamata per l'Under-19, nella quale viene convocato con regolarità e ha all'attivo 10 presenze e 2 reti.
Nel marzo 2013 riceve la sua prima convocazione dalla Nazionale algerina. Proprio all'esordio, il 26 marzo 2013, segna la rete del momentaneo 2-1 nella gara vinta per 3-1 sul Benin, valida per le qualificazioni ai Mondiali 2014. Viene convocato per i Mondiali 2014 in Brasile e gli viene assegnata la maglia numero 19. Gioca interamente la prima partita del gruppo H persa dall'Algeria 2-1 contro il Belgio. 
Partecipa anche alla Coppa d'Africa 2015.

## Statistiche

### Presenze e reti nei club
Statistiche aggiornate ad agosto 2021.
| Stagione               | Squadra                | Campionato             | Campionato | Campionato | Coppe nazionali | Coppe nazionali | Coppe nazionali | Coppe continentali | Coppe continentali | Coppe continentali | Altre coppe | Altre coppe | Altre coppe | Totale | Totale |
| Stagione               | Squadra                | Comp                   | Pres       | Reti       | Comp            | Pres            | Reti            | Comp               | Pres               | Reti               | Comp        | Pres        | Reti        | Pres   | Reti   |
| ---------------------- | ---------------------- | ---------------------- | ---------- | ---------- | --------------- | --------------- | --------------- | ------------------ | ------------------ | ------------------ | ----------- | ----------- | ----------- | ------ | ------ |
| 2009-2010              | Grenoble               | L1                     | 1          | 0          | CF+CLF          | 0+0             | 0+0             | -                  | -                  | -                  | -           | -           | -           | 1      | 0      |
| 2010-2011              | Grenoble               | L2                     | 25         | 1          | CF+CLF          | 0+1             | 0+0             | -                  | -                  | -                  | -           | -           | -           | 26     | 1      |
| Totale Grenoble        | Totale Grenoble        | Totale Grenoble        | 26         | 1          |                 | 1               | 0               |                    |                    |                    |             |             |             | 27     | 1      |
| 2011-2012              | Bologna                | A                      | 14         | 0          | CI              | 2               | 0               | -                  | -                  | -                  | -           | -           | -           | 16     | 0      |
| 2012-2013              | Bologna                | A                      | 34         | 3          | CI              | 1               | 2               | -                  | -                  | -                  | -           | -           | -           | 35     | 5      |
| 2013-2014              | Inter                  | A                      | 25         | 1          | CI              | 1               | 1               | -                  | -                  | -                  | -           | -           | -           | 26     | 2      |
| ago. 2014              | Southampton            | PL                     | 0          | 0          | FA+CdL          | 0+0             | 0+0             | -                  | -                  | -                  | -           | -           | -           | 0      | 0      |
| ago. 2014-2015         | Sassuolo               | A                      | 27         | 3          | CI              | 0               | 0               | -                  | -                  | -                  | -           | -           | -           | 27     | 3      |
| 2015-2016              | Bologna                | A                      | 29         | 0          | CI              | 0               | 0               | -                  | -                  | -                  | -           | -           | -           | 29     | 0      |
| 2016-2017              | Bologna                | A                      | 24         | 3          | CI              | 2               | 1               | -                  | -                  | -                  | -           | -           | -           | 26     | 4      |
| 2017-2018              | Bologna                | A                      | 9          | 0          | CI              | 1               | 0               | -                  | -                  | -                  | -           | -           | -           | 10     | 0      |
| Totale Bologna         | Totale Bologna         | Totale Bologna         | 110        | 6          |                 | 7               | 3               |                    |                    |                    |             |             |             | 117    | 9      |
| 2018                   | Montreal Impact        | MLS                    | 33         | 7          | CC              | 2               | 0               |                    | -                  | -                  |             | -           | -           | 35     | 7      |
| 2019                   | Montreal Impact        | MLS                    | 32         | 9          | CC              | 5               | 1               |                    | -                  | -                  |             | -           | -           | 37     | 10     |
| 2020                   | Montreal Impact        | MLS                    | 12         | 4          | CC              | 5               | 1               | CCL                | 2                  | 1                  |             | -           | -           | 19     | 6      |
| Totale Montreal Impact | Totale Montreal Impact | Totale Montreal Impact | 77         | 20         |                 | 12              | 2               |                    | 2                  | 1                  |             |             |             | 91     | 23     |
| ott. 2020- ago. 2021   | Al-Ain Saudi           | SPL                    | 7          | 3          |                 | -               | -               |                    | -                  | -                  |             | -           | -           | 7      | 3      |
| 2024-2025              | Gulf United            | D1                     | 1          | O          | PC              | 0               | 0               |                    | -                  | -                  |             | -           | -           | 1      | 0      |
| Totale carriera        | Totale carriera        | Totale carriera        | 273        | 34         |                 | 21              | 6               |                    | 2                  | 1                  |             | -           | -           | 299    | 42     |

### Cronologia presenze e reti in nazionale
| Cronologia completa delle presenze e delle reti in nazionale ― Algeria | Cronologia completa delle presenze e delle reti in nazionale ― Algeria | Cronologia completa delle presenze e delle reti in nazionale ― Algeria | Cronologia completa delle presenze e delle reti in nazionale ― Algeria | Cronologia completa delle presenze e delle reti in nazionale ― Algeria | Cronologia completa delle presenze e delle reti in nazionale ― Algeria | Cronologia completa delle presenze e delle reti in nazionale ― Algeria | Cronologia completa delle presenze e delle reti in nazionale ― Algeria |
| Data                                                                   | Città                                                                  | In casa                                                                | Risultato                                                              | Ospiti                                                                 | Competizione                                                           | Reti                                                                   | Note                                                                   |
| ---------------------------------------------------------------------- | ---------------------------------------------------------------------- | ---------------------------------------------------------------------- | ---------------------------------------------------------------------- | ---------------------------------------------------------------------- | ---------------------------------------------------------------------- | ---------------------------------------------------------------------- | ---------------------------------------------------------------------- |
| 26-3-2013                                                              | Blida                                                                  | Algeria                                                                | 3 – 1                                                                  | Benin                                                                  | Qual. Mondiali 2014                                                    | 1                                                                      |                                                                        |
| 2-6-2013                                                               | Blida                                                                  | Algeria                                                                | 2 – 0                                                                  | Burkina Faso                                                           | Amichevole                                                             | -                                                                      | 83’                                                                    |
| 9-6-2013                                                               | Cotonou                                                                | Benin                                                                  | 1 – 3                                                                  | Algeria                                                                | Qual. Mondiali 2014                                                    | -                                                                      |                                                                        |
| 16-6-2013                                                              | Kigali                                                                 | Ruanda                                                                 | 0 – 1                                                                  | Algeria                                                                | Qual. Mondiali 2014                                                    | 1                                                                      |                                                                        |
| 14-8-2013                                                              | Blida                                                                  | Algeria                                                                | 2 – 2                                                                  | Guinea                                                                 | Amichevole                                                             | -                                                                      | 46’                                                                    |
| 10-9-2013                                                              | Blida                                                                  | Algeria                                                                | 1 – 0                                                                  | Mali                                                                   | Qual. Mondiali 2014                                                    | -                                                                      | 88’                                                                    |
| 12-10-2013                                                             | Ouagadougou                                                            | Burkina Faso                                                           | 3 – 2                                                                  | Algeria                                                                | Qual. Mondiali 2014                                                    | -                                                                      | 83’                                                                    |
| 19-11-2013                                                             | Blida                                                                  | Algeria                                                                | 1 – 0                                                                  | Burkina Faso                                                           | Qual. Mondiali 2014                                                    | -                                                                      | 86’                                                                    |
| 5-3-2014                                                               | Blida                                                                  | Algeria                                                                | 2 – 0                                                                  | Slovenia                                                               | Amichevole                                                             | 1                                                                      |                                                                        |
| 31-5-2014                                                              | Sion                                                                   | Algeria                                                                | 3 – 1                                                                  | Armenia                                                                | Amichevole                                                             | -                                                                      | 62’                                                                    |
| 4-6-2014                                                               | Ginevra                                                                | Algeria                                                                | 2 – 1                                                                  | Romania                                                                | Amichevole                                                             | -                                                                      | 68’                                                                    |
| 17-6-2014                                                              | Belo Horizonte                                                         | Belgio                                                                 | 2 – 1                                                                  | Algeria                                                                | Mondiali 2014 - 1º turno                                               | -                                                                      |                                                                        |
| 30-6-2014                                                              | Porto Alegre                                                           | Germania                                                               | 2 – 1 dts                                                              | Algeria                                                                | Mondiali 2014 - Ottavi di finale                                       | -                                                                      | 78’                                                                    |
| 6-9-2014                                                               | Addis Abeba                                                            | Etiopia                                                                | 1 – 2                                                                  | Algeria                                                                | Qual. Coppa d'Africa 2015                                              | -                                                                      |                                                                        |
| 10-9-2014                                                              | Blida                                                                  | Algeria                                                                | 1 – 0                                                                  | Mali                                                                   | Qual. Coppa d'Africa 2015                                              | -                                                                      |                                                                        |
| 11-10-2014                                                             | Blantyre                                                               | Malawi                                                                 | 0 – 2                                                                  | Algeria                                                                | Qual. Coppa d'Africa 2015                                              | -                                                                      |                                                                        |
| 15-10-2014                                                             | Blida                                                                  | Algeria                                                                | 3 – 0                                                                  | Malawi                                                                 | Qual. Coppa d'Africa 2015                                              | -                                                                      |                                                                        |
| 15-11-2014                                                             | Blida                                                                  | Algeria                                                                | 3 – 1                                                                  | Etiopia                                                                | Qual. Coppa d'Africa 2015                                              | -                                                                      |                                                                        |
| 19-11-2014                                                             | Bamako                                                                 | Mali                                                                   | 2 – 0                                                                  | Algeria                                                                | Qual. Coppa d'Africa 2015                                              | -                                                                      | 46’                                                                    |
| 11-1-2015                                                              | Radès                                                                  | Tunisia                                                                | 1 – 1                                                                  | Algeria                                                                | Amichevole                                                             | -                                                                      | 46’                                                                    |
| 19-1-2015                                                              | Mongomo                                                                | Algeria                                                                | 3 – 1                                                                  | Sudafrica                                                              | Coppa d'Africa 2015 - 1º turno                                         | -                                                                      | 64’                                                                    |
| 23-1-2015                                                              | Mongomo                                                                | Ghana                                                                  | 1 – 0                                                                  | Algeria                                                                | Coppa d'Africa 2015 - 1º turno                                         | -                                                                      |                                                                        |
| 27-1-2015                                                              | Malabo                                                                 | Senegal                                                                | 0 – 2                                                                  | Algeria                                                                | Coppa d'Africa 2015 - 1º turno                                         | -                                                                      | 52’                                                                    |
| 1-2-2015                                                               | Malabo                                                                 | Costa d'Avorio                                                         | 3 – 1                                                                  | Algeria                                                                | Coppa d'Africa 2015 - Quarti di finale                                 | -                                                                      | 90’                                                                    |
| 26-3-2015                                                              | Doha                                                                   | Qatar                                                                  | 1 – 0                                                                  | Algeria                                                                | Amichevole                                                             | -                                                                      | 61’                                                                    |
| 30-3-2015                                                              | Doha                                                                   | Oman                                                                   | 1 – 4                                                                  | Algeria                                                                | Amichevole                                                             | -                                                                      |                                                                        |
| 13-6-2015                                                              | Blida                                                                  | Algeria                                                                | 4 – 0                                                                  | Seychelles                                                             | Qual. Coppa d'Africa 2017                                              | -                                                                      | 75’                                                                    |
| 6-9-2015                                                               | Maseru                                                                 | Lesotho                                                                | 1 – 3                                                                  | Algeria                                                                | Qual. Coppa d'Africa 2017                                              | -                                                                      | 16’                                                                    |
| 9-10-2015                                                              | Algeri                                                                 | Algeria                                                                | 1 – 2                                                                  | Guinea                                                                 | Amichevole                                                             | -                                                                      |                                                                        |
| 13-10-2015                                                             | Algeri                                                                 | Algeria                                                                | 1 – 0                                                                  | Senegal                                                                | Amichevole                                                             | -                                                                      |                                                                        |
| 14-11-2015                                                             | Dar es Salaam                                                          | Tanzania                                                               | 2 – 2                                                                  | Algeria                                                                | Qual. Mondiali 2018                                                    | -                                                                      | 63’                                                                    |
| 25-3-2016                                                              | Blida                                                                  | Algeria                                                                | 7 – 1                                                                  | Etiopia                                                                | Qual. Coppa d'Africa 2017                                              | 1                                                                      |                                                                        |
| 29-3-2016                                                              | Addis Abeba                                                            | Etiopia                                                                | 3 – 3                                                                  | Algeria                                                                | Qual. Coppa d'Africa 2017                                              | -                                                                      |                                                                        |
| 2-6-2016                                                               | Victoria                                                               | Seychelles                                                             | 0 – 2                                                                  | Algeria                                                                | Qual. Coppa d'Africa 2017                                              | -                                                                      |                                                                        |
| 4-9-2016                                                               | Blida                                                                  | Algeria                                                                | 6 – 0                                                                  | Lesotho                                                                | Qual. Coppa d'Africa 2017                                              | 1                                                                      |                                                                        |
| 9-10-2016                                                              | Blida                                                                  | Algeria                                                                | 1 – 1                                                                  | Camerun                                                                | Qual. Mondiali 2018                                                    | -                                                                      |                                                                        |
| 12-11-2016                                                             | Uyo                                                                    | Nigeria                                                                | 3 – 1                                                                  | Algeria                                                                | Qual. Mondiali 2018                                                    | -                                                                      | 84’                                                                    |
| 7-1-2017                                                               | Blida                                                                  | Algeria                                                                | 3 – 1                                                                  | Mauritania                                                             | Amichevole                                                             | -                                                                      |                                                                        |
| 6-6-2017                                                               | Blida                                                                  | Algeria                                                                | 2 – 1                                                                  | Guinea                                                                 | Amichevole                                                             | -                                                                      | 50’                                                                    |
| 2-9-2017                                                               | Lusaka                                                                 | Zambia                                                                 | 3 – 1                                                                  | Algeria                                                                | Qual. Mondiali 2018                                                    | -                                                                      |                                                                        |
| 5-9-2017                                                               | Costantina                                                             | Algeria                                                                | 0 – 1                                                                  | Zambia                                                                 | Qual. Mondiali 2018                                                    | -                                                                      |                                                                        |
| 7-10-2017                                                              | Yaoundé                                                                | Camerun                                                                | 2 – 0                                                                  | Algeria                                                                | Qual. Mondiali 2018                                                    | -                                                                      | 60’                                                                    |
| 8-9-2018                                                               | Bakau                                                                  | Gambia                                                                 | 1 – 1                                                                  | Algeria                                                                | Qual. Coppa d'Africa 2019                                              | -                                                                      |                                                                        |
| 12-10-2018                                                             | Blida                                                                  | Algeria                                                                | 2 – 0                                                                  | Benin                                                                  | Qual. Coppa d'Africa 2019                                              | -                                                                      |                                                                        |
| 16-11-2018                                                             | Lomé                                                                   | Togo                                                                   | 1 – 4                                                                  | Algeria                                                                | Qual. Coppa d'Africa 2019                                              | -                                                                      | 70’                                                                    |
| 26-3-2019                                                              | Blida                                                                  | Algeria                                                                | 1 – 0                                                                  | Tunisia                                                                | Amichevole                                                             | -                                                                      |                                                                        |
| Totale                                                                 |                                                                        | Presenze                                                               | 46                                                                     |                                                                        | Reti                                                                   | 5                                                                      |                                                                        |

## Palmarès

### Competizioni nazionali
- Canadian Championship: 1

Montréal Impact: 2019